# Anna van York (1475-1511)

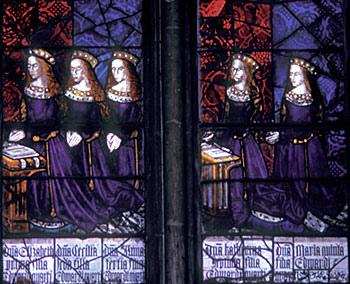
Glas in lood van de dochters van koning Eduard IV van Engeland, Anne is de derde persoon van links.

Anna van York (Londen, 2 november 1475 - 23 november 1511) was een Engelse prinses uit het huis York.

## Levensloop
Anna werd geboren in Westminster Palace als vijfde dochter van koning Eduard IV van Engeland uit diens huwelijk met Elizabeth Woodville. Op 5 augustus 1480 werd ze als gevolg van een verdrag tussen haar vader en aartshertog Maximiliaan I van Oostenrijk verloofd met diens oudste zoon Filips de Schone. Het huwelijksproject werd na de dood van Eduard IV in 1483 echter opgeborgen.
In 1484 werd ze verloofd met Thomas Howard (1473-1554), wiens familie een goede band had met koning Richard III. Na de dood van Richard III in 1485 werd Anna van York hofdame van haar zus Elisabeth, de echtgenote van de nieuwe koning Hendrik VII uit het huis Tudor. Van 1487 tot 1494 was ze First Lady of the Bedchamber van de koningin.
Op 14 februari 1495 huwde Anna in Westminster Abbey met Thomas Howard, die na de dood van zijn vader in 1524 graaf van Surrey en hertog van Norfolk werd. Ze kregen een zoon Thomas, die leefde van 1496 tot 1508.
In 1510 kreeg Anna van haar neef Hendrik VIII aanzienlijke bezittingen toegewezen, als compensatie voor de landerijen die ze als nakomeling van Anne Mortimer, echtgenote van Richard van Conisburgh, opeiste. Tot deze bezittingen behoorden het kasteel en de Manor van Wingfield.
Anna van York overleed in november 1511 op 36-jarige leeftijd. Ze werd bijgezet in de Priorij van Thetford. Na de Reformatie werd haar stoffelijk overschot overgebracht naar Kerk van Sint-Michaël de Aartsengel in Framlingham, waar ook de andere leden van het huis Howard werden bijgezet.